# Мурешан, Габриэль
Габриэ́ль Стельян Муреша́н (рум. Gabriel Stelian Mureșan; 13 февраля 1982, Сигишоара) — румынский футболист, защитник и полузащитник. Сыграл 9 матчей за сборную Румынии.

## Карьера

### Клубная
Профессиональную футбольную карьеру начал в 2004 году в команде «Газ Метан». Отыграв в «Газ Метане» один сезон, игрок перешёл в «Глорию» (Бистрица), где провёл два сезона.
Летом 2007 года перебрался в стан клуба ЧФР. В дебютном сезона Мурешана за ЧФР его клубу удалось сделать «золотой дубль» — стать чемпионом Румынии и обладателем Кубка страны. Всего за клуб из Клужа полузащитник выступал на протяжении 6 сезонов. За это время он трижды стал чемпионом страны и трижды выиграл Кубок Румынии.
28 июня 2013 года на правах свободного агента присоединился к российскому клубу «Томь».

### В сборной
Дебютировал за сборную Румынии в матче против команды Словении в рамках отборочного турнира к чемпионату Европы 2008 года, однако в заявку сборной на сам турнир включён не был. Также участвовал в одной отборочной игре к чемпионату мира 2010 и трёх к чемпионату Европы 2012.
12 июня 2011 года в товарищеском матче со сборной Парагвая в период отсутствия в команде признанных лидеров и бывших капитанов Адриана Муту, Рэзвана Раца, Габриэля Тамаша и Чиприана Марики, Мурешан вывел сборную Румынии на поле в качестве её капитана. Затем вызывался в сборную лишь эпизодически.

## Статистика

### Клубная
| Клуб              | Сезон            | Лига | Лига | Кубки | Кубки | Еврокубки | Еврокубки | Прочее | Прочее | Итого | Итого |
| Клуб              | Сезон            | Игры | Голы | Игры  | Голы  | Игры      | Голы      | Игры   | Голы   | Игры  | Голы  |
| ----------------- | ---------------- | ---- | ---- | ----- | ----- | --------- | --------- | ------ | ------ | ----- | ----- |
| Газ Метан         | 2004/05          | 12   | 3    | ?     | ?     | 0         | 0         | 0      | 0      | 12    | 3     |
| Газ Метан         | Итого            | 12   | 3    | 0     | 0     | 0         | 0         | 0      | 0      | 12    | 3     |
| Глория (Бистрица) | 2005/06          | 18   | 3    | ?     | ?     | 0         | 0         | 0      | 0      | 18    | 3     |
| Глория (Бистрица) | 2006/07          | 31   | 8    | ?     | ?     | 0         | 0         | 0      | 0      | 31    | 8     |
| Глория (Бистрица) | Итого            | 49   | 11   | 0     | 0     | 0         | 0         | 0      | 0      | 49    | 11    |
| ЧФР (Клуж)        | 2007/08          | 22   | 0    | ?     | ?     | 2         | 0         | 0      | 0      | 24    | 0     |
| ЧФР (Клуж)        | 2008/09          | 22   | 2    | ?     | ?     | 6         | 0         | 0      | 0      | 28    | 2     |
| ЧФР (Клуж)        | 2009/10          | 28   | 2    | ?     | ?     | 5         | 1         | 0      | 0      | 33    | 3     |
| ЧФР (Клуж)        | 2010/11          | 16   | 4    | ?     | ?     | 1         | 0         | 0      | 0      | 17    | 4     |
| ЧФР (Клуж)        | 2011/12          | 28   | 4    | ?     | ?     | 0         | 0         | 0      | 0      | 28    | 4     |
| ЧФР (Клуж)        | 2012/13          | 20   | 6    | ?     | ?     | 12        | 0         | 0      | 0      | 32    | 6     |
| ЧФР (Клуж)        | Итого            | 136  | 18   | 0     | 0     | 26        | 1         | 0      | 0      | 162   | 19    |
| Томь              | 2013/14          | 21   | 0    | 1     | 0     | 0         | 0         | 0      | 0      | 22    | 0     |
| Томь              | 2014/15          | 2    | 0    | 0     | 0     | 0         | 0         | 0      | 0      | 2     | 0     |
| Томь              | Итого            | 23   | 0    | 1     | 0     | 0         | 0         | 0      | 0      | 24    | 0     |
| Всего за карьеру  | Всего за карьеру | 220  | 32   | 1     | 0     | 26        | 1         | 0      | 0      | 247   | 33    |

### В сборной
| Матчи и голы Мурешана за сборную Румынии | Матчи и голы Мурешана за сборную Румынии | Матчи и голы Мурешана за сборную Румынии | Матчи и голы Мурешана за сборную Румынии | Матчи и голы Мурешана за сборную Румынии | Матчи и голы Мурешана за сборную Румынии |
| ---------------------------------------- | ---------------------------------------- | ---------------------------------------- | ---------------------------------------- | ---------------------------------------- | ---------------------------------------- |
| №                                        | Дата                                     | Оппонент                                 | Счёт                                     | Голы                                     | Соревнование                             |
| 1                                        | 2 июня 2007                              | Словения                                 | 2-1                                      | -                                        | Отборочные матчи ЧЕ-2008                 |
| 2                                        | 11 октября 2008                          | Франция                                  | 2-2                                      | -                                        | Отборочные матчи ЧМ-2010                 |
| 3                                        | 3 сентября 2010                          | Албания                                  | 1-1                                      | -                                        | Отборочные матчи ЧЕ-2012                 |
| 4                                        | 8 февраля 2011                           | Украина                                  | 2-2                                      | -                                        | Товарищеский матч                        |
| 5                                        | 29 марта 2011                            | Люксембург                               | 3-1                                      | -                                        | Отборочные матчи ЧЕ-2012                 |
| 6                                        | 3 июня 2011                              | Босния и Герцеговина                     | 3-0                                      | -                                        | Отборочные матчи ЧЕ-2012                 |
| 7                                        | 8 июня 2011                              | Бразилия                                 | 0-1                                      | -                                        | Товарищеский матч                        |
| 8                                        | 12 июня 2011                             | Парагвай                                 | 0-2                                      | -                                        | Товарищеский матч                        |
| 9                                        | 10 августа 2011                          | Сан-Марино                               | 1-0                                      | -                                        | Товарищеский матч                        |

Итого: 9 матчей / 0 голов; 4 победы, 3 ничьих, 2 поражения.

## Достижения

### Командные
ЧФР Клуж
- Чемпионат Румынии
  - Чемпион (3): 2007/08, 2009/10, 2011/12
- Кубок Румынии
  - Обладатель (3): 2007/08, 2008/09, 2009/10
- Суперкубок Румынии
  - Обладатель (2): 2009, 2010

 Тыргу-Муреш
- Обладатель Суперкубка Румынии: 2015

### Индивидуальные
- Лучший опорный полузащитник чемпионата Румынии (1): 2009/10